# Stomachetosella decorata
Stomachetosella decorata är en mossdjursart som beskrevs av Grischenko, Dick och Shunsuke F. Mawatari 2007. Stomachetosella decorata ingår i släktet Stomachetosella och familjen Stomachetosellidae. Inga underarter finns listade i Catalogue of Life.